# گلن هاوتون
گلن هاوتون (انگلیسی: Glenn Howerton؛ زاده ۱۳ آوریل ۱۹۷۶) بازیگر، تهیه‌کننده، فیلم‌نامه‌نویس و کارگردان اهل ایالات متحده آمریکا است. او بیشتر برای بازی در مجموعه تلویزیونی فیلادلفیا همیشه آفتابی است در نقش دنیس رینولدز شناخته می‌شود. او همچنین به عنوان نویسنده و تهیه‌کننده اجرایی مجموعه، فعالیت می‌کند.

## زندگی‌نامه

### اوایل زندگی
گلن هاوتون از پدر و مادری آمریکایی، در ژاپن متولد شد. پدرش، گلن فرانکلین هاوتون جونیور، خلبان جنگنده بود. پس از تولد او، پدر و مادرش به آریزونا و سپس نیومکزیکو نقل‌مکان کردند. هنگامی که هاوتون سه سال داشت، خانواده‌اش به فلیکستو مهاجرت کردند. پس آز آن مدت کوتاهی در ویرجینیا زندگی کردند و سپس به کره جنوبی نقل‌مکان کردند و در سئول ساکن شدند. هنگامی که او ده سال داشت، آن‌ها به آلاباما نقل‌مکان کردند. پس از فارغ‌التحصیلی از دبیرستان، او در مدرسه جولیارد مشغول تحصیل شد.

### زندگی شخصی
هاوتون اولین بار همسرش، جیل لاتیانو را در فیلم‌برداری مجموعه  ملاقات کرد. آن‌ها در ۸ سپتامبر ۲۰۰۹ ازدواج کردند و در سال ۲۰۱۱، اولین فرزند آن‌ها به دنیا آمد. این زوج در آگوست ۲۰۱۴، صاحب فرزند دوم شدند.

## فیلم‌شناسی

### فیلم
| سال  | عنوان                  | نقش               | توضیحات |
| ---- | ---------------------- | ----------------- | ------- |
| ۲۰۰۵ | باید سگ‌ها را دوست داشت |                   |         |
| ۲۰۰۵ | سرنتی                  | Lilac Young Tough |         |
| ۲۰۰۶ | کرانک                  | دکتر              |         |
| ۲۰۰۸ | غریبه‌ها                | مایک              |         |
| ۲۰۰۹ | کرانک: ولتاژ بالا      | دکتر              |         |
| ۲۰۱۰ | همه چیز باید برود      | گری               |         |
| ۲۰۲۰ | شکار                   | ریچارد            |         |
| ۲۰۲۱ | چگونه پایان می‌پذیرد    |                   |         |

### مجموعه تلویزیونی
| سال        | عنوان                      | نقش                | توضیحات                           |
| ---------- | -------------------------- | ------------------ | --------------------------------- |
| ۲۰۰۳       | بخش فوریت‌های پزشکی         | دکتر نیک کوپر      | ۶ قسمت                            |
| ۲۰۰۵–اکنون | فیلادلفیا همیشه آفتابی است | دنیس رینولدز       | همچنین نویسنده و تهیه‌کننده اجرایی |
| ۲۰۰۹       | بابای آمریکایی!            | کنترل‌کننده حیوانات | صداپیشه                           |
| ۲۰۱۵–۲۰۱۴  | مرد خانواده                | صداهای مختلف       | صداپیشه، ۴ قسمت                   |
| ۲۰۱۴       | فارگو                      | دن                 | ۵ قسمت                            |